# NFL 1955
Die NFL-Saison 1955 war die 36. Saison der National Football League. Als Sieger aus dieser Saison gingen die Cleveland Browns hervor.

## Regeländerungen
- Der Ball ist seit der Saison 1955 tot (dead), wenn der Ballträger mit einem Körperteil außer Händen und Füßen den Boden berührt und dabei in Reichweite eines Gegners ist.[1]
- Wird ein Pass von einem Verteidiger außerhalb der Endzone abgefangen (Interception), der Verteidiger jedoch durch seinen Schwung in die Endzone gerät und dort getackelt wird, bevor er einmal aus der Endzone heraus lief, so ist dies seit der Saison 1955 kein Safety mehr, sondern der Ball wird auf die Stelle gelegt, wo die Interception stattfand.

## Regular Season
| Eastern Conference  | Eastern Conference | Eastern Conference | Eastern Conference | Eastern Conference | Eastern Conference | Eastern Conference |
| Team                | S                  | N                  | U                  | SQ                 | P+                 | P−                 |
| ------------------- | ------------------ | ------------------ | ------------------ | ------------------ | ------------------ | ------------------ |
| Cleveland Browns    | 9                  | 2                  | 1                  | 0,818              | 349                | 218                |
| Washington Redskins | 8                  | 4                  | 0                  | 0,667              | 246                | 222                |
| New York Giants     | 6                  | 5                  | 1                  | 0,545              | 267                | 223                |
| Chicago Cardinals   | 4                  | 7                  | 1                  | 0,364              | 224                | 252                |
| Philadelphia Eagles | 4                  | 7                  | 1                  | 0,364              | 248                | 231                |
| Pittsburgh Steelers | 4                  | 8                  | 0                  | 0,333              | 195                | 285                |

| Western Conference  | Western Conference | Western Conference | Western Conference | Western Conference | Western Conference | Western Conference |
| Team                | S                  | N                  | U                  | SQ                 | P+                 | P−                 |
| ------------------- | ------------------ | ------------------ | ------------------ | ------------------ | ------------------ | ------------------ |
| Los Angeles Rams    | 8                  | 3                  | 1                  | 0,727              | 260                | 231                |
| Chicago Bears       | 8                  | 4                  | 0                  | 0,667              | 294                | 251                |
| Green Bay Packers   | 6                  | 6                  | 0                  | 0,500              | 258                | 276                |
| Baltimore Colts     | 5                  | 6                  | 1                  | 0,455              | 214                | 239                |
| San Francisco 49ers | 4                  | 8                  | 0                  | 0,333              | 216                | 298                |
| Detroit Lions       | 3                  | 9                  | 0                  | 0,250              | 230                | 275                |

Legende:
| Siege              | Niederlagen           | Unentschieden           | SQ gewonnene Spiele (relativ) |
| P+ gemachte Punkte | P− gegnerische Punkte | Championship-Teilnehmer |                               |

## NFL Championship Game
Das NFL Championship Game 1955 fand am 26. Dezember 1955 im Los Angeles Memorial Coliseum in Los Angeles, Kalifornien statt. Die Sieger der Eastern und der Western Division traten darin gegeneinander an.
Die Senderechte für das Spiel wurden von NBC für 100.000 Dollar vom finanziellen angeschlagenen DuMont-Konzern gekauft.